# Illintsi
Illintsi (em ucraniano:  Іллінці, em polonês/polaco:  Ilińce) é uma cidade da Ucrânia, situada no Oblast de Vinnytsia. Tem 10,87 km² de área e sua população em 2020 foi estimada em 11.219 habitantes.